# 水道法
水道法（すいどうほう、昭和32年6月15日法律第177号）は、上水道事業に関する法律である。
1957年（昭和32年）6月15日公布され、12月14日施行された。下位法令に水道法施行令（昭和32年12月12日政令第336号、本項では略して令と表記）、水道法施行規則（昭和32年12月14日厚生省令第45号、本項では略して規則と表記）がある。
1957年（昭和32年）の閣議決定により、本法律は厚生労働省健康・生活衛生局水道課が所管し、国土交通省水管理・国土保全局下水道企画課および水資源計画課と連携して執行してきたが、2024年（令和6年）4月1日より国土交通省水管理・国土保全局に移管され、上下水道政策の一本化が行われた。それに伴い国交省水管理・国土保全局下水道企画課は「上下水道企画課」と改称し、「水道事業課」が新設された。なお水質に関する事務については、環境省水・大気環境局環境管理課に移管された。

## 主務官庁
主所管（2024年4月1日移管）
- 国土交通省水管理・国土保全局上下水道企画課および水道事業課

副所管（2024年4月1日移管）
- 環境省水・大気環境局環境管理課 - 水質に関する業務を担当

連携
- 国土交通省水管理・国土保全局下水道企画課
- 厚生労働省健康・生活衛生局生活衛生課

## 構成
- 第1章 - 総則（1 - 5条）
- 第1章の2 - 広域的水道整備計画（5条の2）
- 第2章 - 水道事業
  - 第1節 - 事業の認可等（6 - 13条）
  - 第2節 - 業務（14 - 25条）
  - 第3節 - 指定給水装置工事事業者（25条の2 - 25条の11）
  - 第4節 - 指定試験機関（25条の12 - 25条の27）
- 第3章 - 水道用水供給事業（26 - 31条）
- 第4章 - 専用水道（32 - 34条）
- 第4章の2 - 簡易専用水道（34条の2 - 34条の4）
- 第5章 - 監督（35 - 39条）
- 第6章 - 雑則（40 - 50条の3）
- 第7章 - 罰則（51 - 57条）
- 附則

## 目的（第1条）
この法律は水道の布設および管理を適正かつ合理ならしめ、水道の基盤を強化することによって、清浄であり豊富低廉な水を供給すること、またこれによって公衆衛生の向上と生活環境の改善とに寄与することを目的としている（1条）。本法は、地域保健法や健康保険法などと同じく、憲法第25条の生存権の実現、およびそのための国の役割に関する法律体系の１つに位置する。「清浄であり豊富低廉」とは、つまり水質については清浄で安全、量については豊富、対価については低廉であるということである。これら清浄・豊富・低廉は水道の三原則と呼ばれる。清浄については第4条に水質基準の定めがあるが、この基準のみを持って清浄とするのではなく、それぞれの時代の社会的要請の達成を含めたものである。「水道の布設および管理を適正かつ合理ならしめ」については本法に規定される次の制度によってこの目的を達成させる。「布設」に関するものは、施設基準（5条）、技術者による布設工事の監督（12条）、給水前の検査（13条）、給水装置の構造と材質（16条）などの制度がある。「管理」は、水質基準（4条）、水道技術管理者（19条）、水質検査（20条）、衛生上の措置（23条）などの制度がある。「水道の基盤を強化する」については「水道法の一部を改正する法律」（平成30年法律第92号）により「水道を計画的に整備し、及び水道事業を保護育成する」から改正されたもの。日本は高度経済成長期に水道の拡張を進めてきたところであるが、近年設備の老朽化や、少子高齢化による人材の減少を踏まえ、水道インフラの維持を進めるため、この目的が掲げられている。水道の基盤強化にあたる国、都道府県、市町村、水道事業者等の役割分担は2条の２に規定される。

## 責務（第2条、第2条の２）
国および地方公共団体は、水源および水道施設、加えてこれらの周辺の清潔保持、並びに水の適正かつ合理的な使用に関し必要な施策を講じなければならない（2条第1項）。この第1項は前条の目的を達成するために必然的に生じる、国などの責務を明文化したもの。昭和52年の水道法改正により追加された。
　
飲用水として使用する水は当然その安全を確保し、また生活用水としての支障がないようにもしなければならない。このため本法には水質保全に係る多くの規定がある。また水道設備は、水源から使用者までの設備までが該当するため、長大なものとなる。汚染防止のためその設備だけでなく、周囲の環境の保全も含めた政策を講じる義務がある。水道事業者や水道供給事業者は、水源の環境保全のため必要がある時は、国に汚染防止のための要請ができる。（43条）「水の適正かつ合理的な使用」とは具体的には、水の浪費的な使用を抑制する。水の浄化による循環利用、その他の有効活用を推進するといったことがある。国にこれらの調査、研究を要請することができる（45条の2）。
国や地方公共団体は、当然水源の清潔保持、水の適正な利用に関する政策だけでなく、環境保全、公衆衛生の向上、水源の開発に関する施策も同時に遂行しなければ、十分な効果な得られない。そのため諸政策を総合的に進めることが必要となる。

### 国の責務
国は水道の基盤強化に関する基本的かつ総合的な施策を実施すること、また都道府県・市町村・水道事業者・水道用水供給事業者に対し必要な技術的援助や、財政的援助を行うよう努めなければならない（2条の２第1項）。「国は水道の基盤強化に関する基本的かつ総合的な施策」とは5条の２に規定される告示『水道の基盤を強化するための基本的な方針』や都道府県、市町村への助言、情報提供等をいう。また「必要な技術的援助や財政的援助」の例としては、44条の国庫補助、45条の特別な助成、45条の2の研究等の推進がこれにあたる。

### 都道府県の責務
都道府県は、自然的社会的条件に応じて、市町村の区域を超えた、水道事業者・水道用水供給事業者間の連携を推進、その他広域的な水道の基盤の強化に関する施策を実施するよう努めなければならない（2条の２第2項）。「自然的社会的条件に応じて」とは、水資源は地域に根差したものであるため、地理的条件に大きく影響を受けること、加えて、地域の歴史や伝統、経済状況を考慮に入れて合理的な政策を行う必要なあることを示す。「水道事業者・水道用水供給事業者間の連携」とは同一県内の水道事業者の経営統合、経営の一体化、管理の一元化、施設の一体化などをさす。同じ市町村区域内の事業者については市町村の管轄。

### 市町村の責務
市町村は、自然的社会的条件に応じて、区域内における水道事業者等の間の連携等の推進、その他の水道の基盤の強化に関する施策を実施するよう努めなければならない。（2条の2第3項）「水道の基盤の強化に関する施策」とは第5条の４に規定される連携等推進協議会への参加、市町村民への基盤強化の必要性の啓発、市町村が複数の水道事業を経営している場合は事務の共同実施・事業の統合などが考えられる。

### 水道事業者の責務
水道事業者等は、その経営する事業を適正かつ能率的に運営するとともに、その事業の基盤の強化に努めなければならない。（2条の2第4項）「能率的に運営」することは、健全な経営を行うことも指し、これは水道事業者の認可の要件になっている（8条第1項5号、14条第2項1号）。

### 国民の責務
国民は国および地方公共団体の施策に協力しなければならない。また自らも水源および水道施設、加えてこれらの周辺の清潔保持ならびに、水の合理的な使用に努めなければならない（2条第2項）。この第2項は国民の責務を明文化したもの。「自らも」とは、水道の使用者も、健康で文化的な生活を実現・維持するため、清浄・豊富・低廉な水道の供給の確保に協力すべきことを示している。「国および地方公共団体の施策に協力しなければならない。また自らも」の部分は昭和52年の水道法改正で追加された。

## 定義（第3条）
水道導管その他の工作物により、人の飲用に適する水を供給する施設の総体。ただし臨時に設置されたものを除く（第3条第1項）。「導管」とは水を運用するための管状のもので、断面が閉じているものをさす。つまり溝、樋状のものは含まない。「その他の工作物」は取水、貯水、浄水、配水などのための、導管以外の施設をさす。「人の飲用に適する水」とは飲用しても健康に影響を及ぼしたり不快にさせることのない水をいう。「臨時に設置されたもの」とは例えば工事現場用に仮設された給水施設や、災害時に仮設された応急給水施設など、水道施設そのものが臨時のものをさす。水道事業による水道施設の一部を臨時に仮設する場合は含まない。
水道事業一般の需要に応じて水道により水を供給する事業。ただし給水人口が100人以下の水道によるものを除く（同第2項）。給水人口についての定義は後述。「一般の需要」とは不特定多数の需要のことで、例えば、寄宿舎、社宅への入居者などに供給対象を限定したものは水道事業ではなく、後述の専用水道にあたる。また給水人口が100人以下でも一日最大給水量によっては専用水道に該当する場合がある。また、列車や客船の乗員乗客向けに、直接飲用水を供給する場合や、瓶やペットボトルなどの容器詰めの水を供給する場合は「水道により水を供給する事業」にはあたらないので、水道事業ではない。分譲住宅の分譲者が、分譲後もその地区の住民に対し給水する水道や、農業協同組合、生活協同組合等が組合員に給水する水道は水道事業として扱われる。
給水人口が100人以下の水道が水道事業にあたらないとした趣旨は、このような小規模なものは法律で画一的な規制を適用させるのが不適当というもので、都道府県等が地域の実情に応じて条例で規制することは可能としたものである。
水道事業者法6条第1項の認可を受けて水道事業を経営する者（同第5項）。同一の事業主体が複数の水道事業または後述の水道用水供給事業、もしくは水道事業者と水道用水供給事業を併せて経営しても差し支えないが、それぞれの事業について認可を受けなければならない。水道事業者と水道用水供給事業の認可を同施設で受ける場合は、水道事業者に係る部分と、水道用水供給事業に係る部分が、明確に区分されていなければならない。
簡易水道事業給水人口が5000人以下である水道により水を供給する事業（同第3項）。簡易といっても施設が簡易ということではなく、規模が小さい水道事業ということを意味するので、基本的に本法の水道事業の規定は適応される。ただし、法25条に簡易水道事業に関する特例が規定されている。
水道用水供給事業水道により水道事業者にその用水を供給する事業。ただし水道事業者または専用水道の設置者が他の水道事業者に供給する場合を除く（同第4項）。法26条に基づいて認可を受け、事業を行うものは水道用水供給事業者と呼称される。なお、ただし書きの「水道事業者または専用水道の設置者」を除外する規定は、これらが水道用水の分与を主たる目的としていない場合に適用される。つまり、水道事業者や専用水道の管理者が、その経営とは別に、業として継続的に他水道事業者に用水の供給を行う場合は、併せて水道用水供給事業としての認可を取得する必要がある。
水道用水供給事業は飲用に適する水を供給する事業が該当し、原水のみを供給する事業は含まれない。
専用水道マンション、寄宿舎、病院などで使用する自家用の水道であって、次の２つの要件のうちどちらかを満たすもの(同第6項)。
- 居住に必要な水を供給するもので、供給する住居者が100人を超えるもの。
- その水道施設の一日最大給水量が政令で定める基準（飲用、浴用、炊事用、その他生活用水としての供給が一日20立方メートル（令1条第2項、規則1条））を超えるもの。

「自家用の水道」とは水道の設置者が自らの用に供する水道のこと。「居住に必要な水」とは飲用、炊事用、洗濯そのた日常生活に必要な水のこと。この居住は継続的なものを指し、一時滞在者を含まない。例えば旅館の宿泊客は居住者に含まないが、住み込みの従業員は含む。通常の病院の入院者は住居者とはいえないが、療養所などの入居者は居住者に含む。なんらかの事情で専用水道の対象の住居者が100人以下になった場合で、その専用水道がもう一つの要件を満たさない場合は専用水道ではなくなり、水道法の適用を受けなくなる。ここでいう「100人を超える」は計画給水人口ではなく実際に住んでいる人口をいう。「一日最大給水量が政令で定める基準を超える」は平成13年の法改正により追加されたもので、居住者が少なく従前は対象外とされていた病院、学校、宿泊施設、レジャー施設の自家用の水道について、これらも安全の確保のため専用水道としての対象に追加できるようにした。給水の対象は「飲用、浴用炊事用、その他生活用水」などに限定されており、その他の用途、例えば、遊泳場や公衆浴場、製造工場での用水は生活の用とは言えないので、容量が区分できる場合は給水量から除外してもよい。
上記の2つの要件を満たしていても、次の3つの要件すべてに当てはまる場合は専用水道ではないとされる。
- 水道事業者からの供給される水のみを水源とするもの（3条第6項ただし書き）。
- 地表又は地中にある口径 25mm 以上の導管の全長が 1,500ｍ以下（令1条第1項第1号）
- 地表又は地中にある水槽の有効容量の合計が 100 ㎥以下（同第2号）

「導管の全長」や「水槽の有効容量」の算定には地表や地中にあるもののみを算定し、浸水などの汚染の恐れのない程度に、支柱により高く設けられたもの含まない。
簡易専用水道水道事業に要する水道のみを水源とし、政令で定める基準（有効容量の合計が10立方メートル（令第2条））を超える貯水槽を有するもの。ただし専用水道を除く（3条第7項）。つまりビル・マンション等に設置される受水槽やそれに付随する設備であって一定規模を超えるものを指す。昭和52年の法改正により追加された用語。ビルやマンションなどは、水道事業からの水を一旦貯水槽に受けた後、ポンプで加圧してそのまま、あるいは高置水槽に貯水し、各階に給水する方式が良く取られる。このような設備は、導管全長や受水槽の規模の関係で、建物の居住者が常に100人を超えるような規模でも専用水道に該当しないことが多く、法改正以前は本法の対象外であった。しかし受水槽以降の水道の管理が適切に行われないこと等により、水質に異常が起こる事例がみられるようになり、建物利用者の保護を図るために法改正が行われた。「水道事業の用に供する水道から供給を受ける水のみを水源」とするものを指すため、専用水道から供給を受ける場合や、井戸等の自家水道で用水の一部あるいは全部を賄う場合は含まれない。さらに消防用水槽であって飲用に供されることのないものや、船舶・航空機等に設置されるものも除く。「有効容量」とは受水槽等において適正に利用可能な容量をいい、最高水位と最低水位との間に貯留される容量をさす。
水道施設水道のための取水施設、貯水施設、導水施設、浄水施設、送水施設及び配水施設で、水道事業者、水道用水供給事業者または専用水道の設置者の管理に属するものをいう（3条第8項）。専用水道の場合は、給水の施設を含むものとし、建築物に設けられたものを除く（3条第8項）。水道のための各施設の基準は5条第1項に定められる。「管理に属するもの」とは必ずしもその施設の所有権があるものという意味ではなく、借り受けているもので施設の管理を任されているものは水道施設に含まれる。専用水道の場合「給水の施設を含む」としたのは、水道事業と異なり給水の施設が建物の所有者の所有物となっておりことが多いのと、給水施設と配水施設が一緒に設置されることが多いため明確に区分する必要がないからである。「建築物に設けられたものを除く」としたのは建築基準法施行令129条の２の４で別途規制がされているからである。また建物に設けられたものとは給水の施設のうち建物内に設けられたものをさす。
給水装置需要者に水を供給するために、水道事業者の施設した配水管から分岐して設けられた給水管、およびそれに直結する蛇口などの給水用具をいう（同第9項）。「給水用具」は給水管から容易に取りはずしできない構造で取り付けられ、給水栓で有圧で給水できるもの。一旦貯水槽に貯水する場合は配水管から貯水槽の直前の注水口までが給水装置となる。給水メーターも16条の規定の趣旨より給水装置の一部と解釈される。
水道の布設工事水道施設の新設、または政令で定める増設若しくは改造の工事（同第10項）。「水道施設の新設」は第8項に規定される取水施設、貯水施設、導水施設、浄水施設、送水施設、配水施設について、これらをすべて、あるいはいずれかの区分を新設することをさす。「政令で定める増設若しくは改造の工事」とは令3条に規定される。「１日最大給水量、水源の種別、取水地点又は浄水方法の変更に係る工事（令3条第1号）」「沈でん池、ろ過池、浄水池、消毒設備又は配水池の新設、増設又は大規模の改造に係る工事（同第2号）」のこととされる。「係る工事」とは、改造等の対象となる工事だけでなく、関連する工事も含むものとするということである。逆に令3条の工事以外の水道施設に係る工事は水道の布設工事には含まれない。水道の敷設工事に該当する工事については、12条（31条において準用される場合を含む）の布設工事の監督の規定、および32条に専用水道の工事設計の確認の規定がある。
給水装置工事給水装置の設置又は変更の工事のこと（同第11項）。つまり給水がされている、またはされていた場所における給水装置の新設、改造、修繕および撤去の工事をさす。ここでいう工事とは事前調査から計画、施行、竣工検査までの一連の流れあるいはその一部をさす。工場での給水工事の製造・組み立て過程などは含まれない。
給水区域事業計画において定める給水区域（同第12項）。事業計画の目標年次までに需要者に給水するために、水道事業者が給水を行うと定めた区域のこと。水道事業の事業計画書については第7条に記載内容が規定される。
給水人口事業計画において定める給水人口（同第12項）。事業計画で定める給水区域内に居住する人口のうち、給水を見込んだ人口のこと。つまり給水区域内に居住していても当該水道を使用しない場合は給水人口に算入しない。さらに、給水区域内に居住しないが、勤務や観光などで区域内の当該水道を使用することが見込まれる場合も給水人口に算入しない。
給水量事業計画において定める給水量（同第12項）。事業計画で定める給水区域内の居住者等に、その需要に応じて給水するとした量のこと。こちらは給水区域内に居住しない勤務者や観光客の、当該水道の見込み使用量も含まれる。

## 水質基準（第4項）
水道により供給される水は次の１から６号の要件を備えなければならない。（4条第1項）
- 病原生物に汚染された、または病原生物に汚染されたことを疑わせるような生物もしくは物質を含むものでないこと（同第1項第1号）。
  - 「病原生物」とは赤痢菌、腸チフス菌、コレラ菌等の水系感染症の病原菌が想定される。しかしこれらの病原菌を直接検査することは技術的に困難なので、これらの病原菌に汚染されたことを疑わせるような生物または物質を指標とする。[34]
- シアン、水銀その他の有毒物質を含まないこと（同第2号）。
  - 急性毒性あるいは慢性毒性によって、飲用したものの健康に害を及ぼすおそれのある物質が想定される。[34]「シアン」については後述の水質基準に関する省令で「シアン化物イオン及び塩化シアン」としての基準が設定されている。
- 銅、鉄、弗素、フェノールその他の物質を、その許容量をこえて含まないこと（同第3号）。
  - 前号の物質以外に、その物質を一定濃度以上含む物質を飲用することで、健康に悪影響を及ぼす可能性のある物質や、色がついたり、不快な臭味が生じたりする物質が想定される。[34]
- 異常な酸性またはアルカリ性を呈しないこと（同第4号）。
  - 異常な酸性は水道施設の劣化させ、水道水に着色を生じさせる恐れがある。異常なアルカリ性はその原因となる物質により苦みを生じさせる恐れがある。ゆえに中性であることを要件としている。
- 異常な臭味がないこと。ただし、消毒による臭味を除く（同第5号）。
  - 溶存する物質によって異常な臭い、味がある場合、その飲用に支障を生じさせるだけでなく、汚染があったことを疑わせる場合があるので、異常な臭味がないことを要件としている。消毒による塩素の臭味を除く。[35]
- 外観は、ほとんど無色透明であること（同第6号）。
  - 色や濁りは、その飲用に支障を生じるだけでなく、浄水処理が不完全であるか、汚染を受けたことを疑わせる場合がある。水道水は、厳密には完全な無色透明ではないが、その外観について、概ね無色透明であることを要件としている。[35]

また第1項の１～６号に関して必要な事項は、厚生労働省令で定めるとしている（同第2項）。この「厚生労働省令」は「水質基準に関する省令（平成15年5月30日号外厚生労働省令第101号）」のことで、第1項の要件を判断する基準として、51項目が定められている。
さらに、より質の高い水道の供給を目指して、水質基準を補うものとして「水質管理目標設定項目」を定め、目標値を設定している。水質管理目標設定項目は浄水中で検出されることがあるが毒性の評価が暫定的な物質や、浄水中で水質基準を設定すべき濃度で検出されることは無いが今後濃度が変動する可能性がある物質など、留意すべき項目を、「水質管理目標設定項目」として設定している。
農薬については使用地域や使用時期が限定的なので、個別の農薬を水質基準項目には設定しないことがほとんど。しかしながら農薬については国民の関心が高く、特別な取り扱いを行うため、「総農薬方式」により水質管理目標設定項目の一部に設定している。

## 施設基準（第5条）
水道施設は、原水の質・量、地理的条件、その水道の形態等に応じ、取水施設、貯水施設、導水施設、浄水施設、送水施設、配水施設の全部あるいは一部を有するものでなければならない（5条第1項）。水道施設の各施設の位置は、布設や維持管理のコストが少なく、かつ容易で、給水の確実性を考慮しなければならない（同第2項）。また水道施設の構造および材質は水圧、土圧などへの耐久性があり、汚染や漏水を防止するものでなければならない
またその各施設は次の各号の要件を備えなければならない（同第3項）。
取水施設　できるだけ良質の原水を必要量取り入れることができるものであること（5条第1項第1号）。「できるだけ良質」とは、技術的、経済的に可能な範囲でという意味で、これを満たすためには、汚染の可能性が将来にわたって少ない水源を選ばなければならない。「必要量」とは計画給水量に応じた量のことで、取水施設においては計画取水量という。
貯水施設　渇水時でも必要量の原水をり入れることができるよう、必要な貯水能力を有するものであること（同第２号）。「必要な貯水能力」は想定される渇水時に、計画給水量の原水を、渇水の継続する期間中供給できる程度の量をいう。
導水施設　必要量の原水を送るのに必要なポンプ、導管その他の設備を有すること（同第3号）。
浄水施設　原水の質に応じて、4条に規定する水質基準に適合するのに必要な、沈殿池、ろ過装置、その他の設備を有し、消毒設備を備えていること。（同第４号）浄水施設で処理された水を「浄水」という。「原水の質」とは計画策定時だけでなく、その将来の水質変化も見越したものを指す。浄水施設は原水の質に応じて、原水を水質基準に適合させ、計画給水量に応じた浄水量を供給させる設備を有するものでなければならない。消毒設備は原水の質にかかわらず必ず必要。
送水設備　必要な浄水を送るのに必要な送水ポンプ、送水管その他の設備を有すること（同第５号）。「必要な浄水」とは送水中の漏水などの損失も加味した量のこと。
配水設備　必要な浄水を一定以上の圧力で連続して送るのに必要な配水池、ポンプ、配水管その他の設備を有すること（同第６号）。「一定以上の圧力」は浄水が汚染を吸引してしまうことを防止するため、また需要者に対する正常な給水の確保を行うための規定。水道事業者は地域の特性に応じて必要な水圧を定めている。
その他水道施設の詳細な基準は水道施設の技術的基準を定める省令に定められている（5条第4項）。この基準は水道事業の認可の事務が都道府県知事等の自治事務とされたことより、施設基準を明確化し、性能基準化を図るために定められた。

## 水道の基盤強化（第5条の２～４）
厚生労働大臣は『水道の基盤を強化するための基本的な方針』（基本方針）を定めることとされる（第5条の2第1項）。前述のように、日本の水道は老朽化、人口減少に伴う需要減少、水道事業運営の人材の確保など様々な問題を総合的に解決することが求められている。この方針は水道の基盤強化のため国・都道府県・市町村が一体となって取り組めるよう、国が政策的な方向性を明らかにすることとしたもの。基本方針の内容に定めるべき事項については同第2項に規定される。
また都道府県知事は水道の基盤の強化のため必要があると認めるときは「水道の基盤の強化に関する計画」（水道基盤強化計画）を定めることができるされる（5条の３第1項）。水道基盤強化計画は上記の基本方針に基づき（同第3項）、おおむね同第2項に規定されるような内容を定めなければならない。この計画は法2条の２の責務にあるように、都道府県が広域的な連携の推進役となり、都道府県・市町村・水道事業者が一体となり水道の基盤の強化に取り組めるよう、都道府県に計画を策定することができる権限を与えるもの。2以上の市町村が共同して、計画策定を都道府県に要請することもできる（同第6項）。この場合は当該市町村で、国の基本方針に基づいて水道基盤強化計画の素案を策定しなければならない（規則1条の２）。令和5年8月現在大阪府と茨城県で水道基盤強化計画が策定されている。
都道府県は、市町村の区域を超えた広域的な水道事業者等の間の連携の推進に関し必要な協議を行うため、都道府県が定める区域において広域的連携等推進協議会（協議会）を組織することができるとされる（5条の４第1項）。この協議会は市町村を超えた連携を行うため、水道の基盤強化の場合に限らず、当該区域内の水道事業者を始めとする構成員で、協議を行うための場を設けられるようにしたもの。構成員は都道府県、市町村、区域内の水道事業者（市町村と同一の場合もある）だけでなく、必要に応じで学識経験者等も構成員とすることができる（同第2項）。構成員は当該協議の結果を尊重することとされる（同第3項）。

## 水道事業（第6～13条）
水道事業を経営しようとするものは厚生労働大臣の認可を受けなければならない（6条第1項）。水道事業は原則として市町村が経営するものとする。市町村以外のものが経営しようとする場合は、給水しようとする地域の市町村に同意を得なければならない（同第2項）水道は電気・ガスと同じく公益事業であり、公共の利益を確保するため、事業の経営には国の関与の定めがあり、事業の開始にあたっては厚生労働大臣の認可が必要である。公共事業の認可は、営業許可とは性質が異なり、国から新たに経営の権利を付与するという行政行為となる。公共事業の認可を受けた事業者は国に対し、水道事業を遂行する義務を負い、国の特別の監督に服する。営業許可を受けた事業者は、許可を受けた後も実際に事業を開始する時期や、許可範囲内での事業の進め方、事業を廃業する時期などは、その事業者が自由に設定できる。これに対し。公共事業の認可を受けた事業者は、その事業を国の方針に合致するよう経営することを要求され、任意にこれを休止したり、廃止したりすることはできない。
「厚生労働大臣の認可」に関しては、46条第1項およびそれに委任された令1４条で規定される特定水源水道事業（河川の流水を水源とする水道事業又は河川の流水を水源とする水道用水供給事業からの供給を受ける水道事業）ではない水道事業で、給水人口5万人以下（北海道にあっては250万人以下（道州制特区推進法施行令2条））の水道事業は都道府県知事が認可を行う。
「水道事業は原則として市町村が経営するもの」としたのは、市町村はその区域の実情をよく理解しているため。また水道事業は多くの資金と、高度な技術力を要し、継続的に経営しなければならないことより、市町村による経営が適切と考えられたためである。

### 認可の申請（第7条）
水道事業を経営しようとするものは、申請書に次の書類を添えて厚生労働省または都道府県知事に申請しなければならない(7条第1項)。申請書には同第2項に規定する事項を記載することとされる。
事業計画書
記載事項は7条第4項および規則第2条に規定される
工事設計書
記載事項は7条第5項および規則第4条に規定される。
その他厚生労働省令で定める書類
書類の内容は規則１条の３に規定される。
- 申請者が市町村以外の者である場合は、６条第２項の同意を得た旨を証する書類（規則第1条の３第3号）
- 申請者が地方公共団体以外の者である場合は、水道事業経営を必要とする理由を記載した書類（同第1号）
- 申請者が地方公共団体以外の法人又は組合である場合は、水道事業経営に関する意思決定を証する書類（同第2号）
- 申請者が地方公共団体以外の法人又は組合である場合は、定款又は規約（同第5号）
- 取水が確実かどうかの事情を明らかにする書類（同第4号）
- 給水区域が他の水道事業の給水区域と重複しないこと、給水区域内における専用水道の状況を明らかにする書類（同第6号）
- 上記のことを示した給水区域を明らかにする地図（同第6号）
- 水道施設の位置を明らかにする地図（同第7号）
- 水源の周辺の概況を明らかにする地図（同第8号）
- 主要な水道施設の構造を明らかにする平面図、立面図、断面図及び構造図（同第9号）
- 導水管渠、送水管及び主要な配水管の配置状況を明らかにする平面図及び縦断面図（同第10号）

### 認可基準（第8条）
厚生労働大臣あるいは都道府県知事は、申請者が次の各号すべてに適合しているときでなければ、認可を与えてはならない（8条第1項）。第1号、第2号、第6号については、適用するにあたって、それぞれの補足として規則により技術的細目が規定されている（同第2項）。
- 水道事業の開始が一般の需要に適合していること（8条第1項第1号）。
技術的細目は不特定多数の需要に対応できること、需要者の意向を考慮することとされる（規則5条）。つまり給水人口の増減に対応できること。[55]
- 水道事業の計画が確実かつ合理的であること（同第2号）。
技術的細目は、規則6条の1～12号に定められる。内容は、地形その他の自然的条件、人口、土地利用その他の社会的条件を勘案すること、水に関する長期的な需要の見通し、当該地域における水道の整備の状況を考慮すること、給水人口、給水量及び水道施設の整備の見通しが一定の確実性を有し、かつ、経常収支が適切に設定できるよう期間が設定されたものであることなどが規定されている。また、5条の3に基づく水道基盤強化計画など、地方公共団体の水道の基盤強化に関する施策がある場合はそれに従わなければならない。
- 設計が5条の施設基準の規定に適合すること（同第3号）。
適正な給水が遂行できることの担保のため、当然5条の施設基準に適合するかどうかも確認される。[55]、
- 給水区域が他の給水区域と重複しないこと（同第4号）。
つまり水道事業者にはその地域の独占経営を認め、水道設備に投資されることを防止し、効率的な整備を目指すもの。専用水道の給水施設を給水区域から除外する必要はないとされる[55]。
- 供給条件（供給規定）が14条第2項に掲げる要件に適合すること（同第5条）。
14条第2項には水道の供給規定に定めるべき要件が規定されている。内容は料金が公正であること、金額が明確であること等。[56]
- 申請者が地方公共団体以外の場合、水道事業を遂行するに支障ない経理的基礎があること（同第6号）。
技術的細目は、事業の遂行に必要な、資金の調達や返済の能力があることと規定される（規則7条）。破産などによる事業の休止・廃止を避けるための規定。「経理的基礎がある」とは、資金の調達、返済能力、料金の収入、運転管理費、設備の維持管理費等に関する収支の見通しが確実であることをさす。[56]
- その他水道事業の開始が公益上必要であること（同第７号）。
この号は前号までの補完基準であって、水道事業の申請が公共の福祉、利益の増進に資する者かの判断基準を加える場合に使用する。[57]

### 附款（第9条）
厚生労働大臣は、水道事業の認可を地方公共団体以外のものに対して与えるとき、必要な期限または条件を付加することができる（第9条第1項）。この条件または期限は必要最低限のものとし、水道事業者に不当な義務を課するものであってはならない（第9条第2項）。附款とは本条の場合、認可などの法律行為の効果を制限するために付加する意思表示のことである。「期限」は、事業の経営を市町村経営主義に則り移譲させるため、市町村の経営が可能になるまでの期間を期限とする場合が考えられる。期限が過ぎると認可は無効になる。「条件」は水道施設の譲渡を禁止すること、水道施設の担保への設定を禁止することなどが考えられる。
　都道府県知事で認可を行う規模の水道事業の場合は、第1項の附款は都道府県知事が行うこととされる。

### 水道事業の変更（第10条）
水道事業者は、給水区域を拡張したり、給水人口または給水量を増加させたりするとき、または水源の種別、取水地点、浄水方法を変更するときは、厚生労働大臣の認可を受けなければならない（10条第1項）。ただし次のような場合を除く
- その変更が他の水道事業の全部を譲り受けることに伴うものであるとき(同第1号)。
- その変更が軽微なもので、省令に規定される次の場合（同第2号）。[60]
  - 給水区域の軽微な拡張・給水人口または給水量の軽微な増加（規則7条の２第1号）。[61]
  - 既定の浄水施設を用いる浄水方法に変更する場合。ただし給水区域の拡張・給水人口または給水量の増加を伴わないとき（同第2号）。
  - 河川を水源とする水道事業における取水地点の変更のうち、原水の水質が大きく変わらないとき（同第3号）。

「水源の種別」とは7条第5項第2号の工事設計書に記載すべき事項の水源の種別のこと。「取水地点」は同項同号に記載された工事設計書の取水地点や規則1条の3第7号の地図上の位置のこと。給水区域を拡張する場合で新たに他の市町村の区域を含む場合は、当該市町村の同意が必要である（10条第1項）。
水道事業者は10条第1項の第1号または第2号に該当する変更を行うときは、変更の認可の申請の代わりに、あらかじめその旨を厚生労働大臣に届け出なければならない（10条第3項）。この届出書の記載内容や添付書類は規則8条の2に規定され、記載要領は変更の認可申請に準じる。
都道府県知事で認可を行う規模の水道事業は、第1項および第3項の認可あるいは届け出の受理は都道府県知事が行うこととされる。

### 事業の休止および廃止（第11条）
水道事業者は、厚生労働大臣の許可を受けなければその事業の一部または全部を、休止または廃止してはならない（11条第1項）。申請書の添付書類や記載内容は規則8条の3に規定され、例えば添付書類は「水道事業の休止または廃止により、公共の利益が阻害される恐れがないことを証する書類（同第1号）」「休止または廃止する区域を明らかにする地図（同第2号）」「次項の協議を行った場合は、それを証する書類（同第3号）」が必要とされる。
「許可」とは一般的に禁止されていることについて、特別にこれを解除することで、その行為を適法に行えるようにすることを指す。水道事業は公益事業であり、一度給水が開始されれば、その給水は継続されなければならない。水道事業者の都合で休止・廃止されると利用者に大きな不利益が発生するおそれがあるため、一般的には水道事業者の任意による休止・廃止は禁止とし、特定の場合のみこれを解除することで、公共の利益を保護している。電気事業法14条、ガス事業法9条にも同様の規定がある。「休止」は給水の再開を予定している場合、「廃止」は水道事業の消滅を意味し、再開しない場合をさす。「一部」「全部」の違いは、それぞれ水道施設の稼働状況を指すのではなく、給水区域の一部か全部かということを指す。規則8条の3に休止または廃止の許可の申請書の記載事項や添付書類の規定がある。
地方公共団体以外の水道事業者が休止または廃止の申請をしようとする場合はあらかじめ、その事業の給水区域に含まれる市町村と協議しなければならない（11条第2項）。ただし本項の規定は、政令で定める規模である、給水人口5000人を超える水道事業者に適応される（11条第2項、令4条）。
厚生労働大臣は休止または廃止の許可申請を受けた際、公共の利益が阻害されるおそれがないと認められるときでなければ許可をしてはならないとされる（規則8条の4）。「公共の利益が阻害されるおそれがない」とは例えば、区域内に受水者が一人もいない場合、または給水が停止しても別の手段で給水を確保できる場合などが考えられる。
水道事業のすべてが別の水道事業に引き継がれる（統合される）場合は厚生労働大臣の許可は要しない（11条第1項）。ただしこの場合は厚生労働大臣にあらかじめ届け出を出すこととされる（11条第3項）。この規定は広域的な事業の経営を推進するために、市町村等の水道事業を経営統合する手続きを、簡素化するための規定である。
都道府県知事で認可を行う規模の水道事業は、第1項および第3項の許可申請あるいは届け出の受理は都道府県知事が行うこととされる。

### 給水開始前の届け出、検査（第13条）
水道事業者は配水施設以外の施設を新設あるいは増設、改造した場合で、その施設を使用して給水が開始されるときは、あらかじめ厚生労働大臣にその旨を届出なければならない。
また厚生労働省令の定めるところにより、水質検査、施設検査を行わなければならない。（13条第1項）「厚生労働省令の定めるところにより」とは、規則10条、11条の規定をさす。
「水質検査」は4条の規定に適合するものであることを確認するため、「水質基準に関する省令」に掲げる全項目と遊離残留塩素について検査を行う（規則10条第1項）。「施設検査」は適切な施工が行われたかの確認を行い、浄水・消毒の能力、流量、圧力、耐力、汚染、漏水の検査を行う（規則11条）。これらの検査については記録を作成し、検査日から5年間保管することとされる（13条第2項）。水道用水供給事業者や専用水道の設置者も給水開始時は同じ検査をうけることとされる。
都道府県知事で認可を行う規模の水道事業は、本条第1項に係る事務は都道府県知事が行うこととされる。

## 水道事業の業務（第14～25条）

### 供給規定（第14条）
水道事業者は料金、給水装置工事の費用の負担区分その他について供給規定を定めなければならない（14条第1項）。また、供給規定は次の各号の要件に沿ったものでなければない。
- 健全な経営を確保できる公正妥当な料金であること（同第2項第1号）。
水道事業者が地方公営企業である場合、地方公営企業法第21条第2項「能率的な経営の下における適正な原価を基礎とし、地方公営企業の健全な運営を確保することができるものでなければならない」の規定に沿って料金を設定する。[74]
- 料金が定額、あるいは定率をであり、明確に定められていること(同第2号)。
「定額」とは使用量に関わらず一定の料金であること、「定率」は基準となる価格に使用量に応じた、一定の率を乗じていく料金であることをさす。いずれにしても具体的な数字をもって明確に規定しなければならない。[75]
- 水道事業者の責任に係る事項、需要者の責任に係る事項、給水装置工事の負担区分・算出方法およびその額が明確に定められていること（同第3号）
- 特定のものに対して不当な扱いをするものではないこと（同第4号）。
正当な理由による料金体系の格差は不当な扱いには含まれない。例えば一般用と事業用で料金体系を設定すること、量水器の口径区分により料金を設定することなどが考えられる。
逆に「不当な扱い」にあたるものとしては、新たに拡張した地区に対して、その地区の工事料金を上乗せした料金を設定すること。水道事業者が事業所を置く自治体外に給水する場合で、市外料金を設定することなどが考えられる。[76]
- 貯水槽が設置される場合は、その設置者と水道事業者との責任が明確に定められていること（同第5号）。
貯水槽は、簡易専用水道を含む、水道水を一旦施設内の水槽に受けて、そこから施設内に飲用水を供給するものをさす。簡易専用水道は個別の規定が本法にあるので、それより小規模な貯水槽を想定する。[77]

上記の各号の技術的細目は厚生労働省令（規則12条・12条の2（第1号関係）、12条の3（第3号関係）、12条の4（第4号関係）、12条の5（第5号関係））に規定される（14条第3項）。
水道事業者が地方公共団体の場合、地方自治法第228条、244条の2等によって条例で定めるべき事項が含まれるため、少なくともそれら部分を含む条例が制定される。水道用水供給事業や専用水道は一般の需要を対象としていないので、供給規定の設定は義務付けられていない。供給規定は水道事業の認可の申請の際、添付書類となる事業計画書の記載事項の１つ（7条第4項第7号　料金、給水装置工事の費用の負担区分その他の供給条件）にあたり、同申請において審査される。
水道事業者は給水開始までに供給規定を周知しなければならない（14条第4項）。地方公共団体の場合、供給規定は条例で定められることが多い。条例であれば一定の公告方式で、公示されるので、本項の規定を満たすことができる（地方自治法16条）。地方公共団体以外の場合、事業場の傍に掲示するなどの周知措置をとることとなる。
地方公共団体が水道料金を変更する場合は厚生労働大臣の認可が必要である（14条第5項）。地方公共団体の供給規定は条例で定められることを想定しており、条例の改正の手続きで住民（需要者）の意見の反映することができるので、特に重要な料金のみが認可の対象となっている。認可の届出書や添付書類は規則12条の6に規定される。
地方公共団体以外の水道事業者が供給条件を変更する場合は、厚生労働大臣の認可が必要である（14条第6項）こちらの場合はすべての条件が認可の対象。

### 水質検査（第20条）
水道事業者は厚生労働省令の定めるところにより定期、あるいは臨時の水質検査を行わなければならないとされる（20条第1項）。「厚生労働省令の定めるところ」とは規則15条の規定をさす。同条の定期の水質検査は、頻度で分ければ1日1回以上行う検査、おおむね1か月ごとに行う検査、おおむね3か月ごとに行う検査に分けられる。さらに、同条に過去の水質検査結果や、施設の管理状況に応じ、検査の頻度を減らし、または省略することができる規定がある。水質変動の激しい水源の場合は検査頻度を多くすることが望ましい。内容は以下の通り。また検査結果は定期・臨時ともに5年間保管しなければならない（同第2項）。

#### 定期の水質検査
1日1回以上行う検査は、色、濁り、消毒の残留効果についてである（規則15条第1項1号イ）。「色、濁り」については目視の検査でもよいとされる。「消毒の残留効果」の検査は、消毒に使用される塩素が残留しているか判断できれば、必ずしも遊離残留塩素濃度の測定でなくてもよいとされる。次の「水質基準に関する省令」に関する検査で「色、濁り」を検査した場合、その日の同項目の検査は省略できる（同第4項）。
おおむね1か月ごとに行う検査は「水質基準に関する省令」に定められている51項目のうち一般細菌、大腸菌、塩化物イオン、ジェオスミン、2-メチルイソボルネオール、有機物（TOC）、ｐH、味、色度、濁度である（同第1項第3号イ）。このうちジェオスミン、2-メチルイソボルネオール以外の9項目は病原性微生物の汚染を疑わせる指標であり、基本的には検査の省略は不可であるが、一般細菌、大腸菌以外の７項目は自動計測設備や日常点検で管理されている場合、頻度をおおむね3か月に1回に減らすことができる（同第1項第3号イ）。ジェオスミン、2-メチルイソボルネオールはカビ臭さの原因となる物質で、水源での藻類の発生状況の指標である。これら２項目は水源での当該物質を発生させる藻類の発生状況から、検査をする必要がないことが明らかである時期は検査をしなくてよいとされる（同第1項第3号ロ）。さらに過去の検査結果が基準値の1/2を超えたことが無く、かつ原水・水源とその周囲の状況から、検査を行わなくてよいことが明らかな場合は検査を省略できる（同第1項第4号）
　
概ね3か月に1回行う検査は「水質基準に関する省令」に定められている51項目のうち、上記の11項目を除く40項目である。このうち消毒副生成物に関連する１２項目（シアン化物イオンおよび塩化シアン、塩素酸、臭素酸、クロロ酢酸、クロロホルム、ジクロロ酢酸、ジブロモクロロメタン、総トリハロメタン、トリクロロ酢酸、ブロモジクロロメタン、ブロモホルム、ホルムアルデヒド）は検査頻度を減少させることはできない。それ以外の28項目は一定条件を満たせば検査回数をおおむね1年に1回（過去の検査結果によっては3年に1回）に減少させることができる（同第1項第3号ハ）。また40項目のうち消毒副生成物に関連する１１項目（臭素酸を除く）、亜硝酸態窒素、硝酸態窒素および亜硝酸態窒素は検査の省略はできないが、これら以外の29項目は一定の条件を満たせば検査自体の省略が可能（同第1項第4号）。
後述の臨時の検査を行った場合で、同項目について、検査を行わなくてよいことが明らかな場合は、その月の定期の検査を省略することができる（同第5項）。
検査の回数減および省略については通知『水質基準に関する省令の制定及び水道法施行規則の一部改正等並びに水道水質管理における留意事項について (平成15年10月10日 健水発第1010001号)』別添１の表も参照。

#### 臨時の水質検査
臨時の水質検査は、供給されている水が水質基準に関する省令の水質基準に適合しない恐れがある場合に、当該項目について検査しなければならないとされる（規則15条第2項）。「水質基準に適合しない恐れがある場合」とは、水質に著しい変化がある場合、水源に異常があった場合、浄水施設に異常があった場合、配水管等の大規模な工事があった場合などが考えられる。

#### 検査の方法
検査の方法については水質基準に関する省令の規定に基づき厚生労働大臣が定める方法（平成15年７月22日厚生労働省告示第261号）ほか関連通知に従って行う。採水場所は、給水栓のうち水道施設全体が水質基準に適合することを確認できる場所をいくつか選定することとされる（規則15条第1項第2号）。「水質基準に適合することを確認できる場所」とは配水管の末端など、水道水が停滞しやすいところを含むことが必要。

#### 水質検査計画
水道事業者は毎年、上記の水質検査について水質検査計画を策定しなければならない（規則15条第6項）。水質検査計画は51項目の基準のうち検査を行う項目、省略する項目およびその理由、後述の委託に関する内容など同第7項の規定の内容を記載することとされる。

#### 検査の委託
水道事業者は水質検査を行うために必要な検査施設を設置しなければならない。原則として水道事業者は、自ら検査を行わなければならないが、小規模な水道事業で、単独の検査ができない場合などは他の者に検査を委託することができる。委託の場合は保健所や地方衛生研究所などの地方公共団体、または厚生労働省大臣の登録を受けた機関（登録水質検査機関）のどちらかに委託しなければならない（20条第3項）。委託契約書の記載事項等は規則15条第8項に規定される。

### 登録水質検査機関（20条の2～16）
20条第3項の登録水質検査機関に登録しようとするものは申請書に規則15条の2に規定される書類を添えて、厚生労働大臣に申請する（20条の2）。申請は20条の3の欠格事項、20条の4第1項の審査基準に基づき審査を行い、登録を行った場合は水質検査機関登録簿に記載し（20条の4第2項）、公示を行う（20条の16）。令和5年10月現在、水質検査機関登録簿には203機関が登録されている。登録には期限があり、登録を維持したい場合は3年ごとに更新が必要（20条の5、令8条）。登録の更新申請の方法は規則15条の3に規定される。

### 健康診断（21条）
水道事業者は水道施設の配水池、取水施設、浄水場に従事している従業員、および施設内に居住する者に、定期および臨時の健康診断を受けさせなければならない（21条第1項）。この健康診断の記録は1年間保管すること(同第2項)。この健康診断は水道水の汚染を防止するための規定で、内容は規則16条に規定される。定期の健康診断はおおむね6か月に1回、主として検便検査を行う。検査項目は赤痢菌、腸チフス菌及びパラチフス菌とし、必要に応じてコレラ菌、赤痢アメーバ、サルモネラ等についても行う。健康診断は臨時の作業員についても適用される。臨時の健康診断は、健康診断の対象者に感染症が発生した場合、または発生する可能性がある場合に行う（規則16条第2項）。臨時の検査を行った場合は、定期の検査を省略することができる（同第3項）。他法令あるいは条例で規定される健康診断で、本条の健康診断に相当するものがあればその健康診断結果をもって本条の健康診断に替えることができる。

## 専用水道
専用水道の定義は法3条第6項のとおり。「定義（第3条）」節も参照のこと。

### 布設工事確認申請（第32条、第33条）
専用水道を布設しようとするものは、工事に着手する前に、第5条の規定による施設基準に適合するかどうかについて、都道府県知事等の確認を受けなければならない（32条）。専用水道における設置者と給水を受ける者の関係は、通常の水道事業と異なり給水契約に基づくものとは限らない。例えば、施設管理者と利用者、患者と病院、家主と借主、雇用者と従業員などの関係が考えられる。
また専用水道に地域独占性はなく、給水区域の概念が無い。一般の需要者への給水義務（15条）・供給規定の設定義務（14条）もなく、給水装置に係る規定（16条）も適用されない。設置者は水道を供給する独立した事業の性格は有しないので、事業開始にあたっての認可（6条）、休止・廃止の許可（11条）は必要ない。
しかし水道事業と同様、多数の人に飲用水等を供給するものであるので、安全な水を安定して供給する義務は変わらない。そのため、専用水道の布設工事をしようとするとき、工事前に、都道府県知事（市または特別区では、市長または区長）の確認を受けなければならないとされる。
この確認は専用水道の布設工事の設計が5条の規定に合うかどうかの確認であって、工事を伴わない場合は本条の適用を受けない。例えば、100人に満たない居住者に給水をしていたが、人口増加により100人を超えた場合は、本条の適用対象外。専用水道の布設工事にあたる範囲は法3条第10項の規定に準じる。
確認申請には、申請書に工事設計書その他省令で定める書類を添えて、都道府県知事等に提出することとされる（33条第1項）。「その他省令で定める書類」とは規則53条に規定される、給水を受ける者の数を記載した書類（同第1号）、給水が行われる地域を記載した書類及び図面（同第2号）、水道施設の位置を明らかにする地図（同第3号）、水源及び浄水場の周辺の概況を明らかにする地図（同第４号）、主要な水道施設の構造を明らかにする図面（同第５号）、導水管渠・送水管並びに配水・給水に使用する主要な導管の配置状況を明らかにする図面（同第６号）である。申請書の記載事項は33条第2項に、工事設計書の記載事項同第4項に規定。都道府県知事等は確認申請を受けた場合、その結果を30日以内に申請者に書面で通知することとされる（同第5項・第6項）。
設置者は申請書の記載事項に変更が生じた場合は変更届出をすることとされる（同第3項）。

### 準用（第34条）
水道事業の規定を専用水道に準用する部分については34条に規定される。

## 水道法改正
「水道法の一部を改正する法律」（平成30年法律第92号）が2018年（平成30年）12月12日に公布、2019年（平成31年）4月17日に「水道法の一部を改正する法律の施行期日を定める政令」及び「水道法の一部を改正する法律の施行に伴う関係政令の整備及び経過措置に関する政令」が公布され、2019年（令和元年）10月1日に改正水道法が施行。
下水道は既に官民連携コンセッション方式で民営化が容認され、複数の市町村で実施されてきた。2019年（令和元年）の12月に市町村単位から都道府県単位に集約・広域連携させることと、上水道でも地方自治体が水道施設を所有して、管理・運営のみを民間企業に委託する官民連携コンセッション方式を可能にする法が成立した。下水道だけでなく上水道も、市町村が所有権を自治体が保有したまま、PFI法19条に基づき、水道施設運営権を設定し、民間企業に水道施設の管理と運営を委託することが可能になった（法24条の4）。
水道法改正に係る審議の中では、海外において民営化された水道事業について、多数の事業が料金高騰や安全性の問題によって再公営化されていることが指摘された。このことについて、政府は、「再公営化された事例が各地にあることは事実ですが、民間委託が進んでいるフランスやアメリカでは、近年も契約の9割以上が更新(継続)されているなど、海外で一律に再公営化が進行しているわけではありません。」としており、再公営化はトレンドではないと明言している。なお、当時の政府内におけるコンセッションを含むPFI事業の海外事例の調査担当者の中には、水メジャーのヴェオリア・ジャパン株式会社営業本部において官民連携等の提案業務に従事しており、同社から内閣府民間資金等活用事業推進室に出向していた伊藤万葉が含まれる。